# Пейтон Рой Ліст
Пейтон Рой Ліст (англ. Peyton Roi List; нар. 6 квітня 1998) — американська акторка й модель.

## Біографія
Народилася 6 квітня 1998 року у штаті Флорида, США. У неї є два брати, її близнюк Спенсер і молодший брат Фенікс, обоє актори 
У 4 роки разом із сім'єю переїхала до Нью-Йорка Вона відвідувала початкову школу The Carroll School і школу New Voices School for Academic and Creative Arts для середньої школи, обидві в Нью-Йорку. Опісля вона закінчила у 2016 році школу Оук-Парк в Каліфорнії.
Дебютувала у кіно у 2002 році у віці 4 років у серіалі «Як обертається світ». 2008 року знялася у фільмі «27 весіль». 
З 2011 до 2015 року знімалася в серіалі «Джессі», а з 2015 року — також у його спін-офі. 
У 2015-2021 роках знімалася у серіалі "Літній табір". 
З 2019 року знімається у серіалі "Кобра Кай".
Інші роботи у фільмах —  «Учень чаклуна (фільм)» (2010), «Смуток» (Bereavement, 2010), «Наречений напрокат (фільм, 2011)» (2011), «Сьомий гном» (The Seventh Dwarf, 2014) та «Ізгої» (The Outcasts, 2017), у телефільмах — «Таємниці на стінах» (Secrets in the Walls, 2010) та «Заміна» (The Swap, 2016).

## Особисте життя
У 2017 році почала зустрічатися з актором Кемером Монахеном. Пара розлучилася на початку 2019 року.